# 572-й истребительный авиационный полк ПВО
572-й истребительный авиационный полк ПВО (572-й иап ПВО) — воинская часть авиации ПВО Вооружённых Сил РККА, принимавшая участие в боевых действиях Великой Отечественной войны.

## Наименования полка
За весь период своего существования полк несколько раз менял своё наименование:
- Отдельный истребительный авиационный полк ПВО Воронежа
- 572-й истребительный авиационный полк ПВО
- 83-й гвардейский истребительный авиационный полк
- 83-й гвардейский истребительный авиационный полк ПВО
- Полевая почта 53909

## Создание полка
572-й истребительный авиационный полк ПВО сформирован 03 октября 1941 года в г. Воронеж на самолётах И-15бис и И-16. Находясь в процессе формирования 1 сентября 1941 года полк введён в действующую армию как Отдельный иап ПВО Воронежа. 4 октября 1941 года включён в состав 101-й истребительной авиационной дивизии ПВО (действовала в оперативном подчинении Командования Брянского и (с ноября 1941 г.) Юго-Западного фронтов).

## Переформирование полка
572-й истребительный авиационный полк ПВО 31 марта 1943 года за образцовое выполнение боевых задач и проявленные при этом мужество и героизм на основании Приказа НКО СССР переименован в 83-й гвардейский истребительный авиационный полк ПВО.

## В действующей армии
В составе действующей армии:
- с 1 сентября 1941 года по 31 марта 1943 года.

## Командиры полка
- капитан, майор Аистов Сергей Михайлович[3], 03.10.1941 — 09.1942
- майор Корякин Владимир Андреевич (погиб)[3], 20.09.1942 — 31.12.1942

## В составе соединений и объединений
| Период        | Фронт (округ)                | армия                              | дивизия                                                | примечание                                     |
| ------------- | ---------------------------- | ---------------------------------- | ------------------------------------------------------ | ---------------------------------------------- |
| 03.10.1941 г. | ВВС ПВО страны               |                                    |                                                        | И-16, И-15бис                                  |
| 04.10.1941 г. | Брянский фронт               | ВВС Брянского фронта               | 101-я истребительная авиационная дивизия ПВО           | И-16, И-15бис                                  |
| 16.10.1941 г. | Юго-Западный фронт           | ВВС Юго-Западного фронта           | 101-я истребительная авиационная дивизия ПВО           | И-16, И-15бис                                  |
| 01.02.1942 г. | Сталинградский военный округ | Ростовский дивизионный район ПВО   | 105-я истребительная авиационная дивизия ПВО           | И-16, И-15бис                                  |
| 01.03.1942 г. | Южный фронт                  | Ростовский дивизионный район ПВО   | 105-я истребительная авиационная дивизия ПВО           | И-16, И-15бис                                  |
| 01.07.1942 г. | Северо-Кавказский фронт      | Ростовский дивизионный район ПВО   | 105-я истребительная авиационная дивизия ПВО           | И-16, И-15бис                                  |
| 23.07.1942 г. | Сталинградский военный округ | Сталинградский корпусной район ПВО | 102-я истребительная авиационная дивизия ПВО           | И-16, И-15бис                                  |
| 07.08.1942 г. | Юго-Восточный фронт          | Сталинградский корпусной район ПВО | 102-я истребительная авиационная дивизия ПВО           | И-16, И-153                                    |
| 19.09.1942 г. | Юго-Восточный фронт          | Сталинградский корпусной район ПВО | 102-я истребительная авиационная дивизия ПВО           | Укомплектован 18 ЛаГГ-3 на аэр. Средняя Ахтуба |
| 30.09.1942 г. | Сталинградский фронт         | Сталинградский корпусной район ПВО | 102-я истребительная авиационная дивизия ПВО           | И-16, ЛаГГ-3, Як-1, Харрикейн                  |
| 01.01.1943 г. | Донской фронт                | Сталинградский корпусной район ПВО | 102-я истребительная авиационная дивизия ПВО           | И-16, И-153, Як-1, ЛаГГ-3, Харрикейн           |
| 01.02.1943 г. | Южный фронт                  | Сталинградский корпусной район ПВО | 102-я истребительная авиационная дивизия ПВО           | Як-1, ЛаГГ-3, Харрикейн                        |
| 31.03.1943 г. | Южный фронт                  | Сталинградский корпусной район ПВО | 2-я гвардейская истребительная авиационная дивизия ПВО | Як-1, ЛаГГ-3, Харрикейн                        |

## Первая известная воздушная победа полка
Первая известная воздушная победа полка в Отечественной войне одержана 3 июня 1942 года: лейтенант Михайлов Я. М., пилотируя И-15бис, в ночном воздушном бою в районе станции Лихая сбил немецкий бомбардировщик He-111.

## Участие в операциях и битвах
- ПВО города Воронежа
- ПВО Брянского фронта
- ПВО Юго-Западного фронта
- ПВО Воронежского фронта

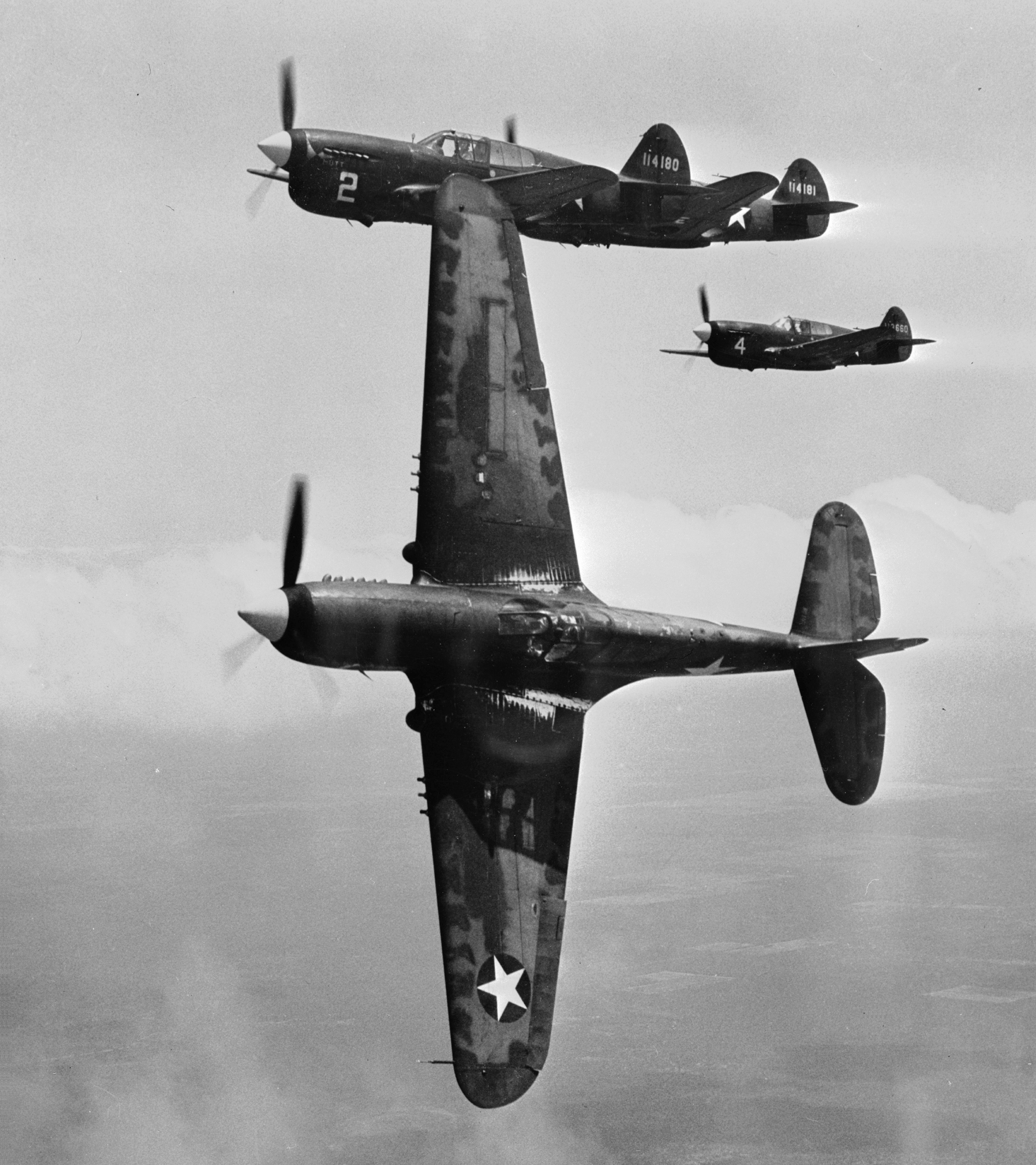
Curtiss P-40

- ПВО Сталинградского военного округа
- ПВО Южного фронта
- ПВО Северо-Кавказского фронта
- ПВО Сталинграда
- ПВО Сталинградского фронта
- ПВО Юго-Восточного фронта
- ПВО Донского фронта
- ПВО Южного фронта
- Сталинградская битва — с 17 июля 1942 года по 2 февраля 1943 года

## Отличившиеся воины дивизии
- Орлов Александр Иванович, старший лейтенант, лётчик 572-го истребительного авиационного полка в период с сентября 1941 года по ноябрь 1942 года, удостоен звания Герой Советского Союза будучи командиром эскадрильи 5-го гвардейского истребительного авиаполка 11-й гвардейской истребительной авиадивизии 2-го гвардейского штурмового авиакорпуса 2-й воздушной армии 1-го Украинского фронта. Золотая Звезда № 7654.
- Казаков, Иван Филиппович, старший лейтенант, командир звена 572-го истребительного авиационного полка 102-й истребительной авиационной дивизии, совершил воздушный таран. Приказом войскам Сталинградского фронта № 76/Н от 6 ноября 1042 года награждён орденом Ленина[4].

## Статистика боевых действий
Всего за годы Великой Отечественной войны полком:
| Выполнено боевых вылетов | Проведено воздушных боёв | Сбито самолётов в воздухе |
| ------------------------ | ------------------------ | ------------------------- |
| более 2633               | более 93                 | 59                        |

Свои потери:
| Потеряно самолётов, всего | Погибло лётчиков всего |
| ------------------------- | ---------------------- |
| 12                        | 7                      |

## Самолёты на вооружении
| Период      | Самолёты       |
| ----------- | -------------- |
| 1941 — 1942 | И-16           |
| 1941 — 1942 | И-15бис        |
| 1941 — 1942 | ЛаГГ-3         |
| 1942 — 1943 | Як-1           |
| 1943 — 1951 | P-40 Kittyhawk |